# Консенсуальный договор
Консенсуальный договор (от лат. consensus — согласие) — гражданско-правовой договор, который признаётся заключенным с момента согласования существенных условий сторонами. Большинство гражданско-правовых договоров относится к консенсуальным (например, договор купли-продажи, договор найма, договор поставки и др.). Консенсуальный договор не требует каких-либо условий по оформлению и выполнению, кроме как обоюдное согласие сторон на его заключение.

## Теория
В основу консенсуального договора положено взаимное доверие сторон договора. Обмениваясь взаимными обещаниями исполнить те или иные действия, каждая сторона полагается на честность своего контрагента и основывает свои расчёты на взаимном интересе в договоре. Поэтому основанием договора является простое соглашение, а не предварительное исполнение договора одной из сторон, как в реальном договоре, или строгая форма, как в стипуляции.
Сила консенсуального договора заключается не в самих словах соглашения, а в его внутреннем содержании — в соответствии эквивалентов, обмениваемых сторонами и оцениваемых по началам доброй совести. Поэтому консенсуальный договор всегда является двусторонним договором и по существу взаимным, то есть таким, исполнение которого можно требовать лишь тогда, когда со стороны требующего исполнены его обязанности или существует готовность к их исполнению.
Двусторонность и взаимность создают юридическое равенство сторон, его заключивших, то есть равенство ответственности и её оснований. В историческом развитии консенсуальный договор является поэтому выражением вполне развитого и свободного строя гражданского общества, построенного на обширном гражданском обороте и, в противоположность реальному договору, на прочном личном доверии.